# Speichelprobe
Als Speichelprobe bezeichnet man umgangssprachlich den Mundschleimhaut-Abstrich. Meist handelt es sich um einen Wangenabstrich.
Es wird nicht Speichel, sondern vor allem Zellmaterial aus der Mundschleimhaut gesichert. Das geschieht zum Beispiel mit einem Wattestäbchen, das in den Wangentaschen der betreffenden Person mehrfach gerieben wird, somit wird Zellmaterial in ausreichender Menge auf dem Trägermaterial abgetragen. Teilweise wird auch ein Edelstahllöffel verwendet.
Aus den gesicherten Zellen wird ein genetischer Fingerabdruck bzw. ein DNA-Profil gewonnen, zum Beispiel im Rahmen einer DNA-Reihenuntersuchung.

## Anwendungen

### Kriminalistik
Die Durchführung der Entnahme von Körperzellen für kriminalistische Zwecke ist eine hoheitliche Maßnahme, die der Gegenwart eines Polizeibeamten bedarf. Die gesetzlichen Grundlagen für die DNA-Analyse und damit zusammenhängende Maßnahmen sind in der Strafprozessordnung (§ 81a StPO) und im DNA-Identitätsfeststellungsgesetz geregelt.
Ronny Rieken war der erste Sexualstraftäter, der in Deutschland mit einem DNA-Massentest überführt wurde. Dies trug wesentlich zur öffentlichen und rechtlichen Akzeptanz dieser Methode bei. Im April 1998, als die Suche nach Rieken noch in vollem Gange war, nahm die DNA-Analysedatei, eine Kooperation der Landeskriminalämter und des Bundeskriminalamtes, ihren Betrieb auf. Rieken ging mit Verwandten zum Speicheltest, weil ihm keine Ausrede einfiel.
Im April 2011 fasste die Hamburger Polizei Martin Ney, einen Mörder von drei Kindern. Es wurde bekannt, dass die Polizei ihn schon Ende 2008 um das freiwillige Abgeben einer Speichelprobe gebeten hatte. "Er ist der Vorladung aber nicht nachgekommen", sagte Wilhelm Möllers von der Hamburger Staatsanwaltschaft. "Die gesetzlichen Voraussetzungen zur zwangsweise Entnahme lagen nicht vor."

### Knochenmarkspender
Ein potentieller Knochenmarkspender kann anhand eines Wangenabstriches ermittelt werden. Es können für die bekannten potentiellen Empfänger (Patienten) zunächst genetisch halbwegs passende Personen gefunden werden. Die tatsächliche Eignung muss dann anhand einer Blutuntersuchung festgestellt werden. Zu Wangenabstrichen wird manchmal im Rahmen von Werbeaktionen aufgefordert.

### Weitere Anwendungen
Genetisches Material von lebenden Menschen und regionalen Populationen kann zu Forschungszwecken dienen, um prähistorische Wanderungsbewegungen zu rekonstruieren (Paläogenetik), um Medikamente zu entwickeln oder bestimmte Prädispositionen für Erbkrankheiten festzustellen.
Verschiedene Unternehmen bieten Gentests und -vergleiche an, um ihren Kunden Informationen zu deren ethnischer Abstammung bereitstellen zu können. Sie bieten auch an, Teilübereinstimmungen zu anderen ihrer Kunden zu finden, sodass Verwandte gefunden und Stammbäume vervollkommnet werden können.